# Crocidophora serratissimalis
Crocidophora serratissimalis is een vlinder van de familie van de grasmotten (Crambidae). De wetenschappelijke naam van deze soort is voor het eerst voorgesteld door Philipp Christoph Zeller in een publicatie uit 1872.
De soort komt voor in Oost-Canada en de oostelijke helft van de Verenigde Staten.